# Straminergon stramineum
Pseudoamblystegium es un género monotípico de hepáticas perteneciente a la familia Amblystegiaceae. Comprende 1 especie descrita y aceptada. Su única especie es: Straminergon stramineum.

## Taxonomía
Straminergon stramineum fue descrita por (Dicks. ex Brid.) Hedenas y publicado en Journal of Bryology 17(4): 463. 1993.
Sinonimia
- Amblystegium stramineum (Dicks. ex Brid.) De Not.
- Hypnum sarmentosum var. stramineum (Dicks. ex Brid.) Sommerf.
- Stereodon stramineus (Dicks. ex Brid.) Brid.